# Бенко, Пал
Пал Чарлз Бе́нко (Бенкё; англ. Pal Charles Benko; венг. Benkő Pál; 15 июля 1928, Амьен — 25 августа 2019, Будапешт) — венгерско-американский шахматист; гроссмейстер (1958). Шахматный композитор и теоретик.

## Биография
До 1957 года жил в Венгрии, после состязаний в Дублине в 1957 — в США (хотя после амнистии 1963 года часто наведывался на родину). Участник ряда чемпионатов Венгрии: 1948 — 1-е; 1954 — 2-е; 1947 и 1957 — 2-3-е; 1950 — 3-е; 1955 — 3-4-е места. В составе команды Венгрии участник Олимпиады 1956. Победитель открытых первенств США (1961, 1964—1967, 1969, 1974). В составе команды США участник ряда олимпиад (1962—1972). Около 20 лет участвовал в соревнованиях на первенство мира: зональные турниры ФИДЕ в Марианске-Лазне (1951) — 5-6-е и Дублине (1957) — 2-3-е места (с С. Глигоричем); межзональные турниры в Портороже (1958) — 3-4-е (с Т. Петросяном), Стокгольме (1962) — 6-8-е (с Л. Штейном и С. Глигоричем) и Амстердаме (1964)— 16-е место; турниры претендентов в Бледе — Загребе — Белграде (1959) — 8-е место и Кюрасао (1962) — 6-е место.
Участник многих международных соревнований, в том числе Бад-Гаштайн (1948) — 2-3-е; Бухарест (1949) — 2-е; Лодзь (1949) — 1-е; Венеция (1969) — 2-7-е; Каракас (1970) — 4-6-е; Оренсе (1974) — 2-е места.
Автор гамбита, носящего его имя (см. Волжский гамбит).
Опубликовал множество задач разного стиля и этюдов; на конкурсах удостоен ряда высоких отличий, в том числе первых призов.
Международный мастер по шахматной композиции (1995).

## Изменения рейтинга
| График не отображается по техническим причинам. Чтобы исправить это, воспроизведите график в новом формате, если это возможно. |

## Книги
- The Benko gambit, L.— N. Y.,1974.